# Paul Victor Jamin
Pour les articles homonymes, voir Jamin.
Le baron Paul Victor Jamin est un militaire et homme politique français né le 3 mars 1807 à Montmédy (Meuse) et mort le 8 février 1868 à Paris. Il fut marié le 24 mai 1834 à Stéphanie, Antoinette, Eugénie Maurin (1813-1835). De cette union est née Catherine Jenny Baptistine qui se maria le 14 avril 1852 à Raymond de Malherbe (1826-1891), comte de Malherbe.

## Biographie

### Monarchie de Juillet
Fils du général d’Empire Jean-Baptiste Jamin, il entre à l’École spéciale militaire de Saint-Cyr, est affecté comme sous-lieutenant au 3e régiment d'infanterie légère à sa sortie de Saint-Cyr, et nommé lieutenant en 1831. Il est officier d’ordonnance de son père nommé au commandement d’une division de l’armée du Nord pendant la campagne de Belgique (1832).
Capitaine en 1833, il entre dans la maison du roi et devint officier d'ordonnance de Louis-Philippe Ier.
Chef de bataillon en 1840 il est attaché à la personne du duc d’Aumale avec lequel il sert en Algérie de 1840 à 1848. Il participe à la prise de la smala d'Abd el-Kader (16 mai 1843), est blessé à l'affaire de Mésounech (15 mars 1844), qui suit l'occupation de Biskra, et assiste à la bataille d’Isly (14 août 1844).
Il est député de la Meuse de 1846 à 1848, siégeant dans la majorité.

### Deuxième République et Second Empire
Colonel depuis le 19 août 1847, il est premier aide de camp du duc d'Aumale, alors gouverneur général de l'Algérie, quand éclate la révolution de 1848. Le duc ayant rejoint la famille royale en Angleterre, Jamin prend le commandement du 8e de ligne et continue à participer aux opérations de pacification en Algérie.
Général de brigade le 31 janvier 1852, il commande les subdivisions militaires de la Meuse, de l'Allier et, en 1854, celles du Loiret, de l'Yonne et du département d'Eure-et-Loir. Mis à la tête de la 1re brigade de la 2e DI à l'armée du Nord (23 mars 1855), il fait partie avec cette unité du corps de réserve de l'armée d'Orient pendant la guerre de Crimée (Octobre 1855-Juillet 1856) et commande à son retour les subdivisions militaires de l'Allier, du Loiret et de la Marne. Sous les ordres du général Cousin-Montauban, il prend part à l’expédition de Chine (1860-1861), y est promu général de division le 14 août 1860 et se signale, à la tête d'une brigade, pendant la progression de l’armée française vers Pékin.
Il commande le 2 mai la 4e division militaire à Châlons, devient membre du comité consultatif de l'infanterie le 9 mars 1864 et assure des missions d'inspection générale de l'infanterie jusqu'à sa mort survenue en 1868. Il avait succédé le 1er août 1846 à son père, nommé pair de France comme député de la Meuse au 3e collège de Montmédy. Réélu en septembre 1847, il perd son mandat à la révolution de 1848. Il était grand officier de la légion d'honneur depuis le 27 décembre 1861.

## Décorations
- Chevalier de l'ordre de Léopold de Belgique
- Commandeur de l'ordre royal de François Ier des Deux Siciles
- Chevalier du Nombre Extraordinaire de l'ordre royal de Charles III d'Espagne
- Commandeur du Micham-Iftikar de Tunis
- Chevalier de 3e classe de l'Ordre Royal et militaire de Saint-Ferdinand d'Espagne
- Médaille de Chine

## Sources
- « Paul Victor Jamin », dans Adolphe Robert et Gaston Cougny, Dictionnaire des parlementaires français, Edgar Bourloton, 1889-1891 [détail de l’édition]